# قطعنامه ۵۴۰ شورای امنیت
قطعنامه ۵۴۰ شورای امنیت سازمان ملل متحد که در تاریخ ۳۱ اکتبر ۱۹۸۳ تصویب شد، سندی بین‌المللی دربارهٔ ایران-عراق است. این قطعنامه طی نشست ۲۴۹۳ام با ۱۲ موافق، ۰ مخالف و ۳ ممتنع تصویب شد. عراق آنرا پذیرفت ولی ایران آنرا رد کرد. قطعنامه بعدی قطعنامه ۵۵۲ شورای امنیت سازمان ملل در ۱۱ خرداد  ۱۳۶۳ تصویب شد. عراق آنرا پذیرفت ولی مسیولین ایران أنرا رد کردند. بعدا قطعنامه ۵۵۲ شورای امنیت سازمان ملل در ۱۱ خرداد  ۶۳ تصویب شد.

## تصویب

### پیشینه
در آبان ۱۳۶۳؛ نماینده دبیرکل سازمان ملل در گزارشی به این سازمان، تأیید کرد که در جریان جنگ ایران و عراق، مناطق مسکونی در هر دو کشور مورد تهاجم قرار گرفته است.

### جلسه تصویب
قطعنامه ۵۴۰ شورای امنیت سازمان ملل متحد در تاریخ ۳۱ اکتبر ۱۹۸۳ طی نشست ۲۴۹۳ام با ۱۲ موافق، ۰ مخالف و ۳ ممتنع تصویب شد. سه رای ممتنع از مالتا، نیکاراگوئه و پاکستان بود. نماینده پاکستان این قطعنامه را به خاطر نداشتن ویژگی‌های لازم برای تدبیر مسئله، مورد انتقاد قرار داد و به نشانه اعتراض در رای‌گیری شرکت نکرد. به گزارش رادیو بی‌بی‌سی، دو کشور دیگر هم به خاطر نبود وقت کافی برای مشورت برای جلب نظر هر دو کشور عراق و ایران، به این قطعنامه رای ممتنع دادند. طرح این قطعنامه توسط کشورهای گویان، زئیر و توگو ارائه شد.

## متن قطعنامه
شورای امنیت با نگاهی دوباره به مسئله تحت عنوان (وضعیت بین ایران و عراق) و با اشاره به موضوع قطعنامه‌ها و بیانیه‌هایی که در تمام موارد خواستار آتش‌بس و پایان دادن به عملیات نظامی بین طرفین بوده است و با اشاره به گزارش دبیرکل مورخ بیستم ژوئن ۱۹۸۳ دربارهٔ هیئتی که برای تحقیق دربارهٔ مناطق غیرنظامی ایران و عراق که در معرض حملات نظامی قرار گرفته، فرستاده شد و با ابراز تشکر از دبیرکل به خاطر پیشنهاد پیشگیرانه و موزون و واقعی‌اش و با تقدیر از کمک و همکاری ابرازشده دو دولت ایران و عراق نسبت به هیئت دبیرکل و تشویق آن‌ها و با ابراز تأسف دوباره از نزاع بین دو کشور که منجر به خسارت‌های جانبی فراوانی در بین افراد غیرنظامی شده و زیان گسترده‌ای را به شهرها و اموال و زیر ساخت اقتصادی وارد کرده است و با تأکید بر انجام پژوهشی واقعی پیرامون عوامل شروع جنگ:
1. از دبیرکل سازمان ملل (خاویر پرز دکوئیار) خواست تا به تلاش‌های خود برای یافتن راهی برای پایان دادن به خصومت بین دو کشور ادامه دهد.
2. اقدامات ناقص کنوانسیون ژنو ۱۹۴۹ را محکوم کرد.
3. حق ناوبری آزاد و تجارت در آب‌های بین‌المللی: از همه کشورها می‌خواهد که به این حق احترام گذاشته و از متخاصمان نیز دعوت کرد فوراً تمام خصومت‌ها در منطقه خلیج را متوقف کنند. منطقه شامل تمامی خطوط دریایی، آبراه‌های قابل کشتیرانی، کارهای بندری، پایانه‌ها، تأسیسات دریایی و کلیه بندرها با دسترسی مستقیم یا غیر مستقیم به دریا. و به تمامیت سایر کشورهای ساحلی احترام بگذارند.
4. از ایران، عراق و سایر کشورهای عضو خواست تا از اقداماتی که می‌تواند منطقه را بی‌ثبات کند، خودداری کنند.
5. از خاویر پرز دکوئیار، دبیرکل سازمان ملل خواست تا به تلاش‌های خود برای یافتن راهی برای کاهش درگیریها و استقرار احتمالی نیروهای مستشار سازمان ملل اقدام کرده گزارش آن را ارسال کند.
6. از هر دو طرف خواست از هرگونه اقدام که ممکن است صلح و امنیت و حیات آبزیان خلیج را به خطر بیندازد خودداری کنند.
7. یک بار دیگر از همه کشورهای دیگر خواست که حداکثر خویشتن داری را کرده و از هر اقدامی که ممکن است منجر به تشدید و گسترش درگیری شود خودداری کنند تا اجرای این قطعنامه تسهیل شود.
8. از دبیرکل خواست که با طرفین در مورد اجرای فوری و مؤثر قطعنامه حاضر مشورت کند.

## واکنش‌ها

### عراق
دولت عراق این قطعنامه را پذیرفت و ایران را تهدید کرد در صورت رد آن، با تمام قوا به دفاع از منافع حیاتی خود دست خواهد زد. با تصویب این قطعنامه، رادیو عراق در پیامی خطاب به مردم ایران، بهترین راه‌حل پایان جنگ را پذیرش این قطعنامه دانست. این قطعنامه، بازدارندگی برای عراق نداشت و ارتش عراق رسماً تهدید کرد که شهرهای ایران را خواهد زد و بعد از آن اعتراف کرد که در بهمن ۱۳۶۳، شهرهای دزفول، اندیمشک، اهواز، باختران، ایلام، آبادان، شوش، رامهرمز، مسجد سلیمان، بندر امام خمینی و بهبهان را هدف حملات هوایی و موشکی قرار داده است.

### ایران
مقامات ایرانی، همچون دیگر قطعنامه‌های پیشین شورای امنیت، آن را رد کردند. امام جمعه تهران در سخنرانی خود اعلام کرد که سیاست‌های ایران در قبال شورا تغییری نکرده است و شورا همچنان در تحریم ایران است. وزارت امور خارجه ایران، این قطعنامه را در ضمن بیانیه‌ای رد کرد و علت آن را نادیده‌گرفته شدن حقوق مردم جنگ زده ایران عنوان کرد. در بیانیه وزارت امور خارجه، شورا به همکاری با عراق در جریان تجاوز به ایران متهم شده بود.
رسانه‌های ایرانی از همزمانی عملیات‌های بزرگی والفجر علیه مواضع عراق با قطعنامه ۵۴۰، قطعنامه را متأثر از این پیروزی‌های ایران دانستند و آن را گامی برای رهایی صدام از شکست‌های متوالی معرفی کردند. از انتقادهایی که رسانه‌های ایرانی به این قطعنامه داشتند، توصیه‌ای بودن آن همانند دیگر قطعنامه‌های شورا در مورد جنگ ایران و عراق، استفاده از عبارت وضعیت به جای نزاع در این قطعنامه برای اشاره به جنگ، استفاده از نام خلیج به جای خلیج فارس در متن و ریاست نماینده اردن بر شورا که ارتباط خوبی با کشور عراق داشت بود. با وجود بندهای ۷ تا ۱۰ که به نوعی برای جلب نظر ایران در قطعنامه گنجانده شده بود، رسانه‌ها و مقامات ایرانی توقع می‌داشتند که در قطعنامه‌های بعدی، گزارشی بی‌طرف‌تر از جنگ ارائه شده تا قطعنامه‌ای بی‌طرف یا به نفع ایران ارائه شود.

### دیگران
نیاز نایک معاون وزارت امور خارجه پاکستان، در انتقاد از قطعنامه شماره ۵۴۰ شورای امنیت سازمان ملل گفت: در این قطعنامه مواضع ایران نادیده گرفته شده است. وی ضمن دفاع از امتناع نماینده پاکستان در دادن رای به قطعنامه مزبور در شورای امنیت، تأکید کرد: مطالب این قطعنامه و رای‌گیری با عجله در مورد آن، به ضرر کوشش‌هایی است که برای حال عادلانه این مسئله انجام می‌گیرد. معاون وزارت امور خارجه پاکستان خاطرنشان کرد که این کشور براساس موضع بی‌طرف خود در جنگ عراق و ایران نقش سازنده‌ای در سازمان ملل برای پیشرفت در حل این مسئله ایفا نموده و اگر رای‌گیری با عجله انجام نمی‌گرفت و پیشنهادها نماینده ایران در قطعنامه مطرح می‌شد، شاید پیشرفتی برای حل این مسئله به دست می‌آمد.
پس از اعلام رد این قطعنامه از سوی ایران، دبیرکل سازمان ملل، در پیامی به شورای امنیت، نوشت: «در دوازدهم دسامبر ۱۹۸۳ دولت جمهوری اسلامی ایران به من اطلاع داد که از قبل تصمیم داشته نسبت به قطعنامه شورا عکس‌العمل مثبت نشان داده و خوش‌بینی خود را در مذاکرات اخیر به خاطر اینکه اطمینان یافته که اعضای مشخصی در شورا متوجه شده‌اند که سابقه گذشته شورا باید اصلاح گردد تا نتایج مثبتی حاصل شود.» پرز افزوده بود «اما مفاد قطعنامه نظر ایرانی‌ها را جلب نکرد و آنان تصمیم به پذیرش این قطعنامه ندارند.» در این نامه از درخواست ایران برای بررسی حملات شیمیایی عراق علیه ایران، سخن گفته شد.